# Erörterungstermin
Ein Erörterungstermin ist ein grundsätzlich nicht öffentlicher Termin, um mit den Beteiligten eines Gerichts- oder Verwaltungsverfahrens den Sach- und Streitstand zu besprechen. Im Erörterungstermin ergeht keine Entscheidung zur Sache.    
Im Zivilprozessrecht ist die Bezeichnung Gütetermin gebräuchlich (§ 278 ZPO, § 54 ArbGG).

## Verwaltungsgerichtliches Verfahren
Ein Erörterungstermin kann im vorbereitenden verwaltungsgerichtlichen Verfahren zur Erörterung des Sach- und Streitstandes und zur gütlichen Beilegung des Rechtsstreits anberaumt werden (§ 87 Abs. 1 Satz 2 Nr. 1 VwGO, § 106 Abs. 3 Nr. 7 SGG, § 79 Abs. 1 Satz 2 Nr. 1 FGO). Der Termin wird von dem Vorsitzenden oder dem Berichterstatter durchgeführt.
Zu dem Termin werden alle Beteiligten des Rechtsstreits geladen, d. h. der Kläger, der Beklagte, der Beigeladene und der Vertreter des öffentlichen Interesses (§ 63 Nr. 1–4  VwGO). Der Erörterungstermin ist nur parteiöffentlich bzw. beteiligtenöffentlich, dazu gehört eine Teilnahme im Rahmen der Dienstaufsicht.
Im Einverständnis mit den Beteiligten kann das Gericht nach seinem Ermessen auch Dritten die Teilnahme an dem Termin gestatten.
Wird der Termin als mündliche Verhandlung fortgeführt, ist die Öffentlichkeit herzustellen.
Der Öffentlichkeitsgrundsatz gilt nur für die mündliche Verhandlung vor dem erkennenden Gericht
Falls in diesem Erörterungstermin keine Einigung in Form eines Vergleichs, einer Klagerücknahme oder eines Anerkenntnisses erfolgt, wird das Verfahren fortgeführt. In der Regel erfolgt nach dem Erörterungstermin eine mündliche Verhandlung, der eine Entscheidung durch Urteil folgt (§ 101 Abs. 1, § 107 VwGO).

## Verwaltungsverfahren
Der Erörterungstermin ist Teil des planfeststellungsrechtlichen Anhörungsverfahrens (§ 73 Abs. 6 VwVfG). Gegenstand und Zweck ist, die von Einwendern rechtzeitig erhobenen Einwände gegen einen Plan sowie die von verbandsklageberechtigten Vereinigungen und Behörden abgegebenen Stellungnahmen zu diskutieren. Zudem erläutert der Antragsteller seine Planungen und beantwortet offene Fragen. Nach Möglichkeit soll ein Ausgleich zwischen den Belangen der Einwender und der Träger öffentliche Belange einerseits und den Interessen des Vorhabenträgers anderseits erzielt werden. 
Erörterungstermine sind nicht öffentlich (§ 68 Abs. 1 Satz 1 VwVfG analog) und außer den Einwendern nur für Betroffene, gesetzliche Vertreter, Bevollmächtigte und Beistände der Teilnahmeberechtigten, Mitarbeiter der Behörden und Vertreter des Antragstellers zugänglich. Anderen Personen kann der Verhandlungsleiter die Anwesenheit gestatten, wenn kein Beteiligter widerspricht. Der Ablauf wird durch die Tagesordnung bestimmt. Über den Erörterungstermin wird eine Niederschrift gefertigt, die den Teilnehmern bzw. Bevollmächtigten nach dem Termin übersandt wird. Darin ist auch festzuhalten, ob die vorgebrachten Einwendungen weiterhin aufrechterhalten werden oder ob sie sich durch die Erörterung erledigt haben.
Die Anhörungsbehörde gibt zum Ergebnis des Anhörungsverfahrens eine Stellungnahme ab und leitet diese nach Abschluss der Erörterung der Planfeststellungsbehörde zu (§ 73 Abs. 9 VwVfG).
Ein öffentlicher Erörterungstermin kann vor Erteilung einer immissionsschutzrechtlichen Genehmigung durchgeführt werden (§ 10 Abs. 6 BImschG, §§ 14–19 9. BImschV).